# WebKit
WebKit – silnik przeglądarki internetowej rozwijany na zasadach otwartego oprogramowania i umożliwiający wyświetlanie stron internetowych. WebKit jest również nazwą specjalnej wersji tego silnika dostępnej w postaci systemowego frameworku w Mac OS X
wykorzystywanej przez Safari, Dashboard, Mail i wiele innych aplikacji systemu Mac OS X. Najpopularniejszymi programami korzystającymi z silnika WebKit są przeglądarki internetowe Maxthon, Safari i WebPositive. W przeszłości silnik WebKit był również używany przez projekt Chromium, oraz – w konsekwencji – w przeglądarce Google Chrome (do wersji 27 włącznie).

## Opis
WebKit zawiera dwa najważniejsze komponenty: WebCore oraz JavaScriptCore dostępne jako systemowe aplikacje szkieletowe zapewniające różnym aplikacjom systemu Mac OS X możliwości wyświetlania stron internetowych.
Komponenty WebCore oraz JavaScriptCore powstały jako fork kodu rozwijanego pierwotnie przez KDE jako KHTML oraz KJS.
WebCore oraz JavaScriptCore są dostępne na licencji GNU Lesser General Public License. Pozostałe elementy WebKitu są dostępne na licencji BSD.

## Komponenty

### WebCore
WebCore jest aplikacją szkieletową rozwijaną w ramach projektu WebKit i udostępnianą na warunkach licencji GNU LGPL. Aplikacja ta umożliwia przetwarzanie i wyświetlanie (renderowanie) stron internetowych. Jest jednym z dwóch głównych komponentów aplikacji szkieletowej WebKit (tym drugim jest JavaScriptCore). WebCore jest rozwidloną wersją silnika KHTML, zmodyfikowaną w sposób umożliwiający jej działanie w systemie Mac OS X przy pomocy biblioteki KWQ, która uniezależnia tę aplikację od konieczności korzystania z zestawu bibliotek Qt oraz modułów KDE.

### JavaScriptCore
JavaScriptCore jest aplikacją szkieletową implementującą obsługę języka JavaScript rozwijaną w ramach otwartego projektu WebKit i udostępnianą na warunkach licencji GNU LGPL. JavaScriptCore jest rozwidloną wersją silnika KJS stanowiącego część projektu KDE. W dużym stopniu wykorzystuje również bibliotekę PCRE zapewniającą obsługę wyrażeń regularnych.